# Avagraha

Le glyphe de l'avagraha dans la police « Noto Serif Gujarati ».

Avagraha (sanskrit selon IAST ; en devanāgarī : अवग्रह) est un signe de séparation de mots, d'abord en sanskrit, puis dans différentes langues indiennes. On le représente ainsi: ऽ. 

## Définition et usage
Le Dictionnaire sanskrit-français définit le mot comme « séparation d'éléments grammaticaux et signe de cette séparation », tout en signalant d'abord les sens de  « soif; sécheresse; obstacle. » Edward Delavan Perry le traduit en anglais par separator. En grammaire, la fonction de l'avagraha est double, selon le contexte :
1. L'avagraha représente l'élision d'un « a » qui est à l'initiale d'un mot qui vient directement après un mot se terminant par « e » ou « o »[2],[3],[4].
Ainsi, बालको /bal.ko/ (« enfant ») + अयम् /ajam/ (« ce ») = बालकोऽयम् /bal.kojam/ (« cet enfant »).
2. Il prolonge le son de la voyelle qui le précède. 
Par exemple, en hindi, ए /e/ + avagraha, donne एऽ /e:/.

Ces fonctions relèvent du domaine du sandhi, (les modifications phonétiques qui se produisent à la limite entre deux mots) et cet amuïssement du « a » initial se nomme akārapraśleṣa (akāra, « le son ou la lettre ‘a’ » et  praśleṣa, « élision d'une lettre ‘a’ initiale »). Le fait de noter ainsi l'élision du « a » au moyen de l'avagraha est d'usage plutôt récent,. Edward D. Perry note que ce signe est utilisé dans des textes imprimés, sans qu'on l'emploie systématiquement en imprimerie, en particulier en Inde. En translittération, le signe est en général rendu par une apostrophe. À titre d'exemple de textes très anciens, le chercheur Richard S. Cohen note que l'avagraha ne figure jamais dans les inscriptions du site d'Ajanta. 